# Симфония № 12 (Моцарт)
Симфония № 12 соль мажор, KV 110/75b — симфония Вольфганга Амадея Моцарта, которая была написана в Зальцбурге летом 1771 года в преддверии второго итальянского путешествия. Музыковед Николас Кеньон говорит, что «[Двенадцатая симфония] является первой работой Моцарта <…> в которой композитор достиг большей индивидуальности, чем в своих более ранних произведениях».
Подробностей о первом исполнении симфонии нет. Вероятнее всего, она впервые прозвучала на концерте в Милане 22 или 23 ноября 1771 года. При сочинении симфонии Моцарт опирался на творчество Йозефа Гайдна.

## Структура
Симфония состоит из четырёх частей, из которых самой длинной является первая:
1. Allegro, 3/4
2. Andante, 2/2
3. Menuetto and Trio, 3/4
4. Allegro, 2/4

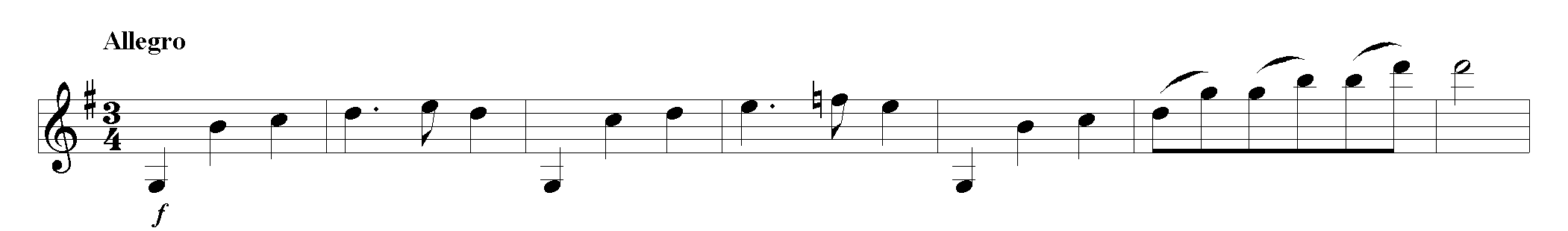
Симфония № 12 (Моцарт), начало

Произведение написано для 2 гобоев, 2 валторн, 2 флейт, 2 фаготов, струнных и basso continuo.